# Emma de Laval (1200-1264)
Pour les articles homonymes, voir Emma de Laval (homonymie) et Emma.
Emma de Laval, née vers 1197 ou 1198, morte le 27 avril 1264, dame de Laval.

## Biographie
Fille de Guy V de Laval et d'Avoise de Craon. Le décès de son frère Guy VI de Laval, en septembre 1211, fait d'elle l'héritière de la seigneurie. Emma n'avait que 13 ans et la coutume fixait à 14 l'âge de la majorité pour les filles. Le bail de sa terre fut donc continué à Raoul de Beaumont.

### Héritière légitime
Pour l'Art de vérifier les dates, le roi Philippe Auguste, dont cette succession importante attirait l'attention, voulut savoir quels étaient à ce propos les usages de la province. En 1211, le roi de France eut recours au sénéchal du Maine et de l'Anjou, Guillaume des Roches, pour connaître des coutumes locales dans ses provinces de Touraine, d'Anjou et du Maine.
Il s'agissait dans le détail de s'informer « des affaires de Laval », où Emma, fille de Guy VI, venait d'hériter de la baronnie ; le sénéchal émit l'avis que le roi devait marier cette héritière, et que le gendre devait traiter avec lui du rachat.
C'est Robert, comte d'Alençon et de Séez, issu des comtes de Ponthieu et de Bellême, qui parut propre aux desseins de Philippe-Auguste. Ce dernier s'assura du consentement d'Havoise de Craon, mère d'Emma, de celui des seigneurs de Mayenne, de Craon et de Beaumont, et conclut le mariage de Robert avec l'héritière de Laval. La cérémonie se fit à la cour en 1214. On assigna à Havoise de Craon un douaire que son gendre augmenta plus tard en y ajoutant l'usufruit des terres de La Gravelle et de Montsûrs. Des dons faits par elle à son second mari furent confirmés; il eut en partage les fiefs de Montjean et de Beaulieu, plus la jouissance de quelques autres biens. On lui donna même des espérances sur les biens d'Angleterre, au cas où le roi Jean d'Angleterre viendrait à les restituer; mais le prince anglais ne rendit rien.

### Unions et descendance
Vers 1214-1215, elle épouse en premières noces Robert Ier d'Alençon, comte d'Alençon, lequel, avant de prendre possession de la terre de Laval, lui paya le droit de rachat. Avoise de Craon, mère d'Emma, vivait toujours, et demandait qu'on lui assignât son douaire. Cet article fut réglé, en 1215, à la cour de Philippe Auguste, comme on le voit par les lettres de Robert, auxquelles sont attachées celles du roi, qui les confirment. Robert meurt en 1217, laissant sa femme enceinte d'un fils. Ce fils posthume, successeur de son père au comté d'Alençon sous le nom de Robert II, meurt sur la fin de l'an 1219.
En juillet 1218, Emma se remarie avec Mathieu II de Montmorency (mort en 1230), seigneur de Montmorency, connétable de France, veuf de Gertrude de Nesle-Soissons, fille de Raoul Ier de Soissons, comte de Soissons. Mathieu de Montmorency meurt le 24 novembre 1230 après avoir eu avec Emma deux enfants : 
- Guy VII de Laval (1219-1265), baron de Vitré, seigneur de Laval (1264-1265), seigneur d'Acquigny, d'Hérouville, d'Aubigné et d'Olivet, qui épouse en 1239 Philippa de Vitré, fille d'André III, seigneur de Vitré ;
- Avoise (morte en 1270), épouse de Jacques de Château-Gontier, seigneur de Château-Gontier et de Nogent-le-Rotrou ;
- Alix (morte en 1247), épouse de Roger de Rozoy.

L'année même de la mort de Matthieu de Montmorency, Emma, va à Paris pour traiter de ses affaires avec Bouchard VI de Montmorency, fils aîné du connétable et de Gertrude de Nesle,. Elle est engagée par saint Louis à passer à un troisième mariage. Son fils entrait à peine dans sa douzième année, et sa minorité qui devait se prolonger encore neuf ans avait besoin d'un protecteur. Emma n'était que dans sa trente-troisième année, et ses amis, ainsi que ses nobles vassaux, dont elle prit l'avis, lui conseillèrent de consentir à une nouvelle alliance. En 1231, Emma épouse en troisièmes noces le baron Jean de Toucy de Puisaye, seigneur de Proisie, allié aux maisons de Bourbon, de Dampierre et de Mello. On conserva aux archives de Laval son contrat de mariage, dans lequel son nouvel époux lui assigne son douaire, et s'engage à la faire jouir de celui que lui avait assigné Mathieu de Montmorency. Jean de Choisy et de Toucy fut en 1235, du nombre des barons qui souscrivirent avec les princes du sang la plainte adressée par eux au pape Grégoire IX, contre les entreprises du clergé. Ils ont une fille : Jeanne, mariée à Thiébaut II de Bar, comte de Bar-le-Duc. Dreux de Mello, Archambault de Bourbon, Guillaume II de Dampierre, Jean de Montmirail, furent témoins au contrat.
Le roi saint Louis (on ne sait pour quel motif), voulut, en 1238, pour s'assurer de la ville et du château de Laval, y mettre garnison. Pour l'empêcher, le Jean de Toucy promit de garder lui-même la place ; et pour sûreté de sa parole, il engagea son château de Saint-Fargeau et ses terres de Bourgogne.
En 1256, dans une charte datée du dimanche avant la fête de Saint-Thomas, (apôtre 17 décembre), Emma promit à Charles Ier d'Anjou, comte de Provence et d'Anjou, de lui livrer, à grande et petite force, son château de Laval. L'acte est scellé d'un sceau de forme ovale, portant la figure d'un léopard. Emma mourut le 27 avril 1264 et fut inhumée à l'abbaye de Clermont.

## Source partielle
« Emma de Laval (1200-1264) », dans Alphonse-Victor Angot et Ferdinand Gaugain, Dictionnaire historique, topographique et biographique de la Mayenne, Laval, A. Goupil, 1900-1910 [détail des éditions] (BNF 34106789, présentation en ligne), t. IV, p. 527-528.